# Tvirja, Mostîska
Tvirja (în ucraineană Твіржа) este localitatea de reședință a comunei Tvirja din raionul Mostîska, regiunea Liov, Ucraina.

## Demografie
Componența lingvistică a localității Tvirja
     Ucraineană (99,38%)
     Alte limbi (0,16%)
Conform recensământului din 2001, majoritatea populației localității Tvirja era vorbitoare de ucraineană (99,38%), existând în minoritate și vorbitori de alte limbi.